# ناوکشن زد۹ وولفگانگ زنکر آلمان
ناوکشن زد۹ وولفگانگ زنکر آلمان (به انگلیسی: German destroyer Z9 Wolfgang Zenker) یک کشتی بود. این کشتی در سال ۱۹۳۶ ساخته شد.